# Francisco Sá (Minas Gerais)
Francisco Sá é um município brasileiro do estado de Minas Gerais. Sua população recenseada em 2022 era de 23 476 habitantes.

## História
Em 1704, o capitão Antônio Gonçalves Figueira, proprietário das fazendas Jaíba, Olhos D’água e Montes Claros, desejando ligar esta última ao Rio Gorutuba e dali aos currais da Bahia, em meados de outubro, organizou uma pequena expedição
com número provável de 20 trabalhadores, inclusive índios, e partiu de sua Colônia em direção ao nordeste.
Depois de alguns dias de viagem, a expedição chegou a um lugar próximo da serra Catuni ou Decamão. Já sendo tarde, o capitão decidiu acampar ali mesmo com seus comandados, dando ao local a denominação de Cruz das Almas das Caatinga do Rio Verde, em razão de correr o Dia de Finados. Ali mandou erigir um cruzeiro e, lançando assim os fundamentos do futuro município, profetizou que o lugarejo se tornaria um comércio próspero, não só pela sua posição geográfica, como também pelas riquezas naturais de suas terras.
No ano de 1867, o então distrito passou a ser chamado de São Gonçalo do Brejo das Almas, subordinado ao município de Montes Claros. Em 1923, foi elevado à categoria de município com o nome de Brejo das Almas, desmembrado de Montes Claros e Grão Mogol. Em 1948, a localidade passou a ser reconhecida por sua atual denominação.
Francisco de Sá deve seu nome atual ao Dr. Francisco Sá, que, além de engenheiro, foi, durante muitos anos, Ministro da Viação e Obras Públicas...

## Imagens

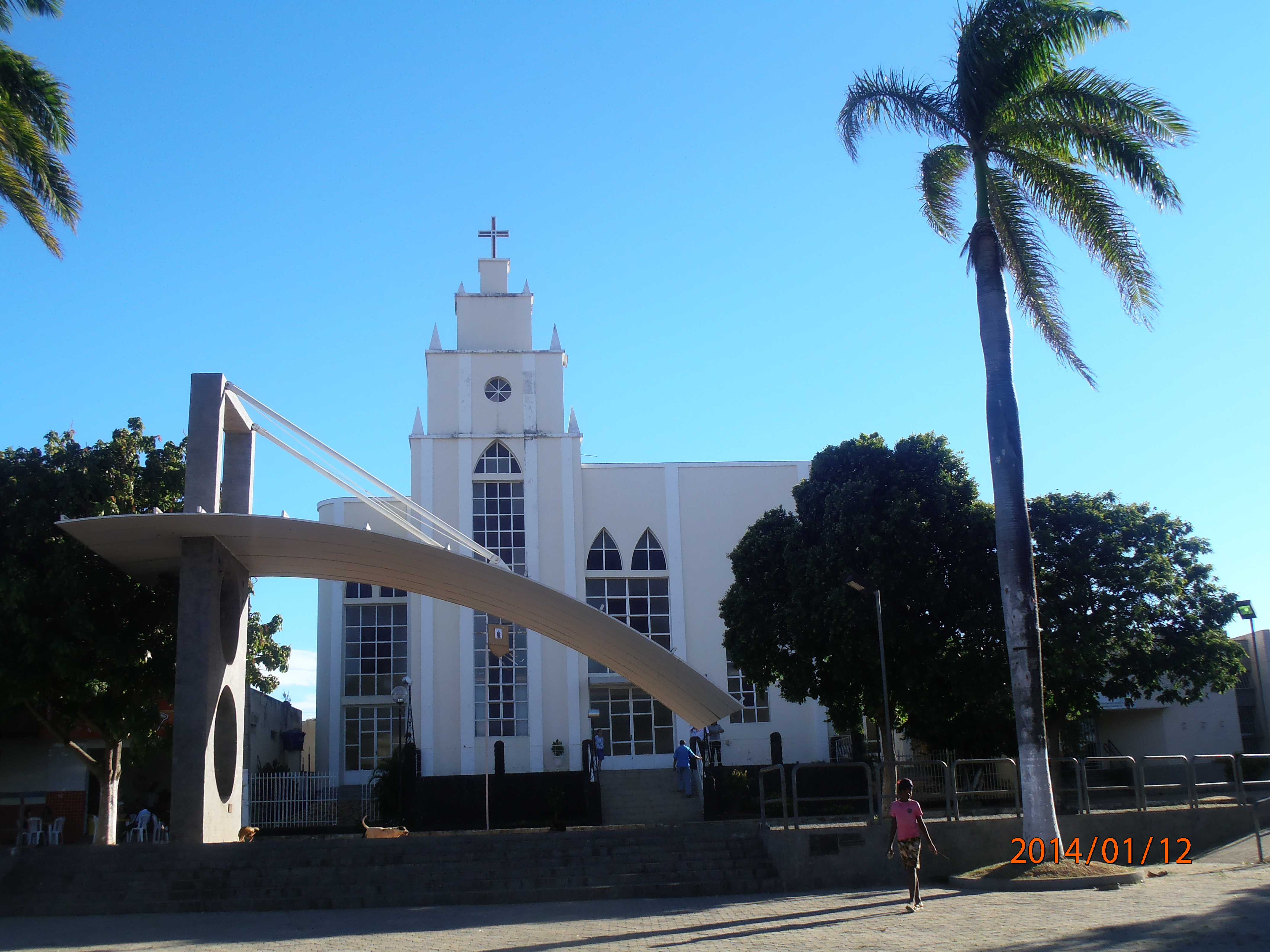
Praça Jacinto Silveira e Igreja Matriz de São Gonçalo
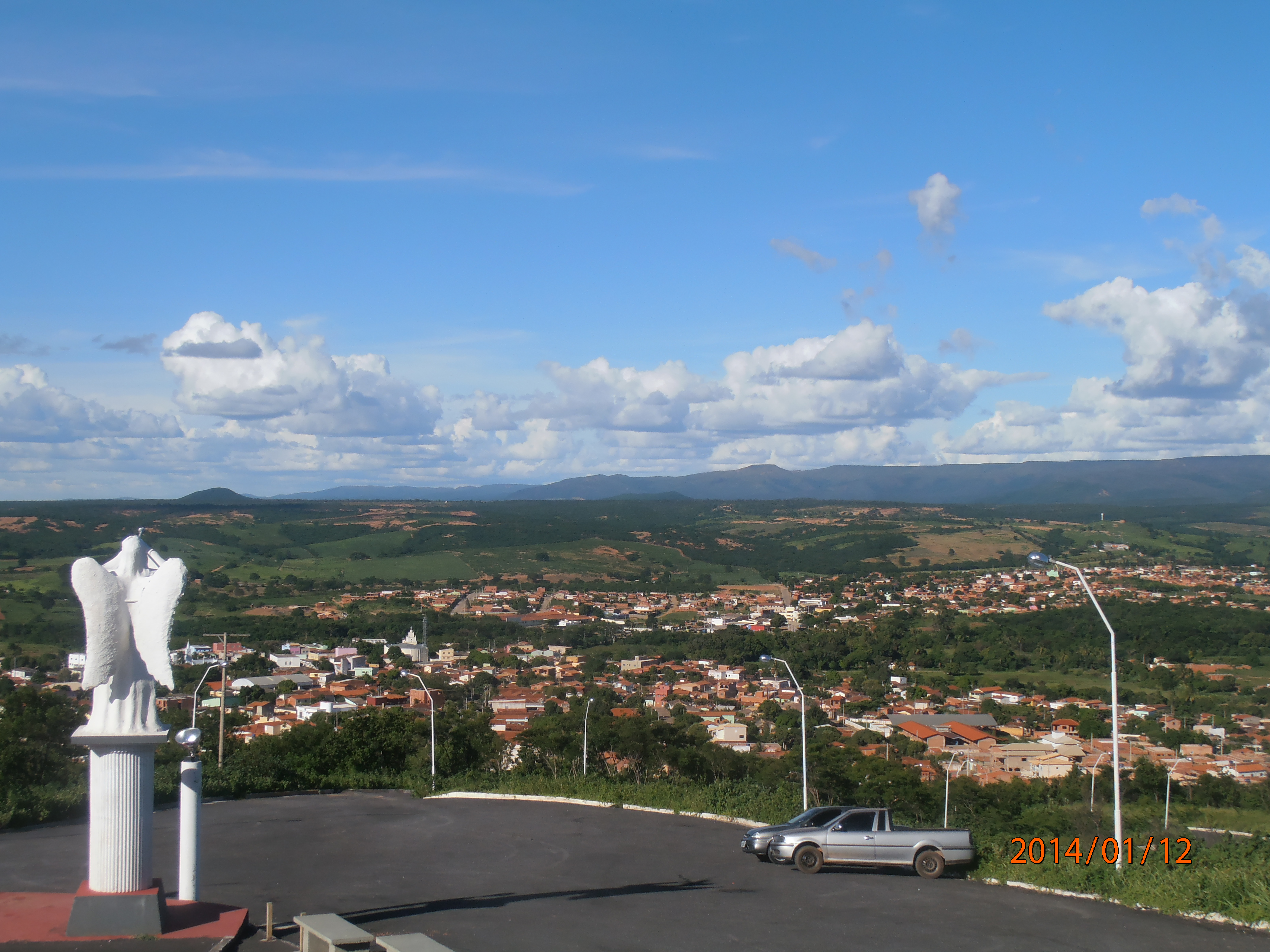
Vista da cidade
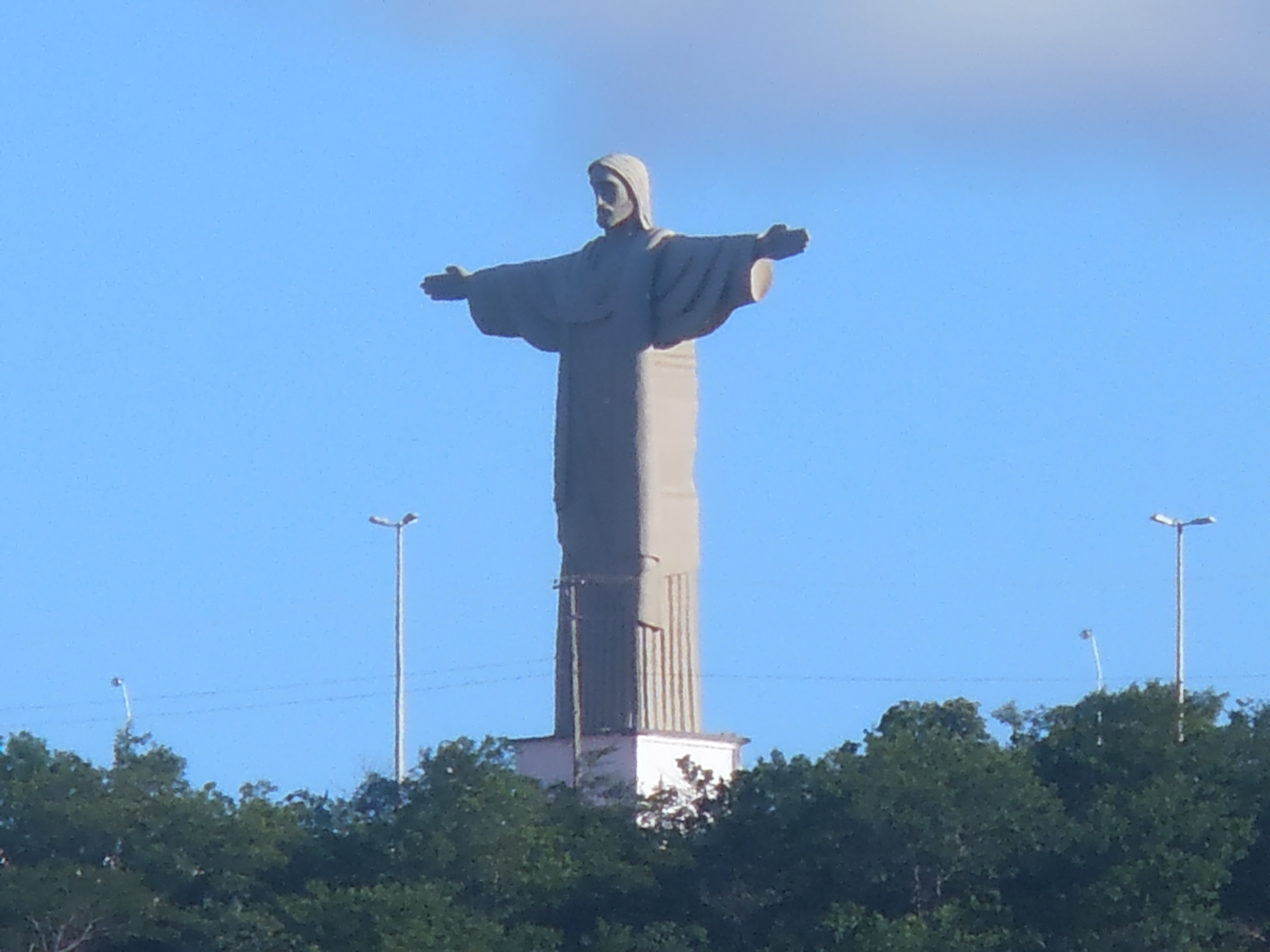
Cristo Redentor de Francisco Sá
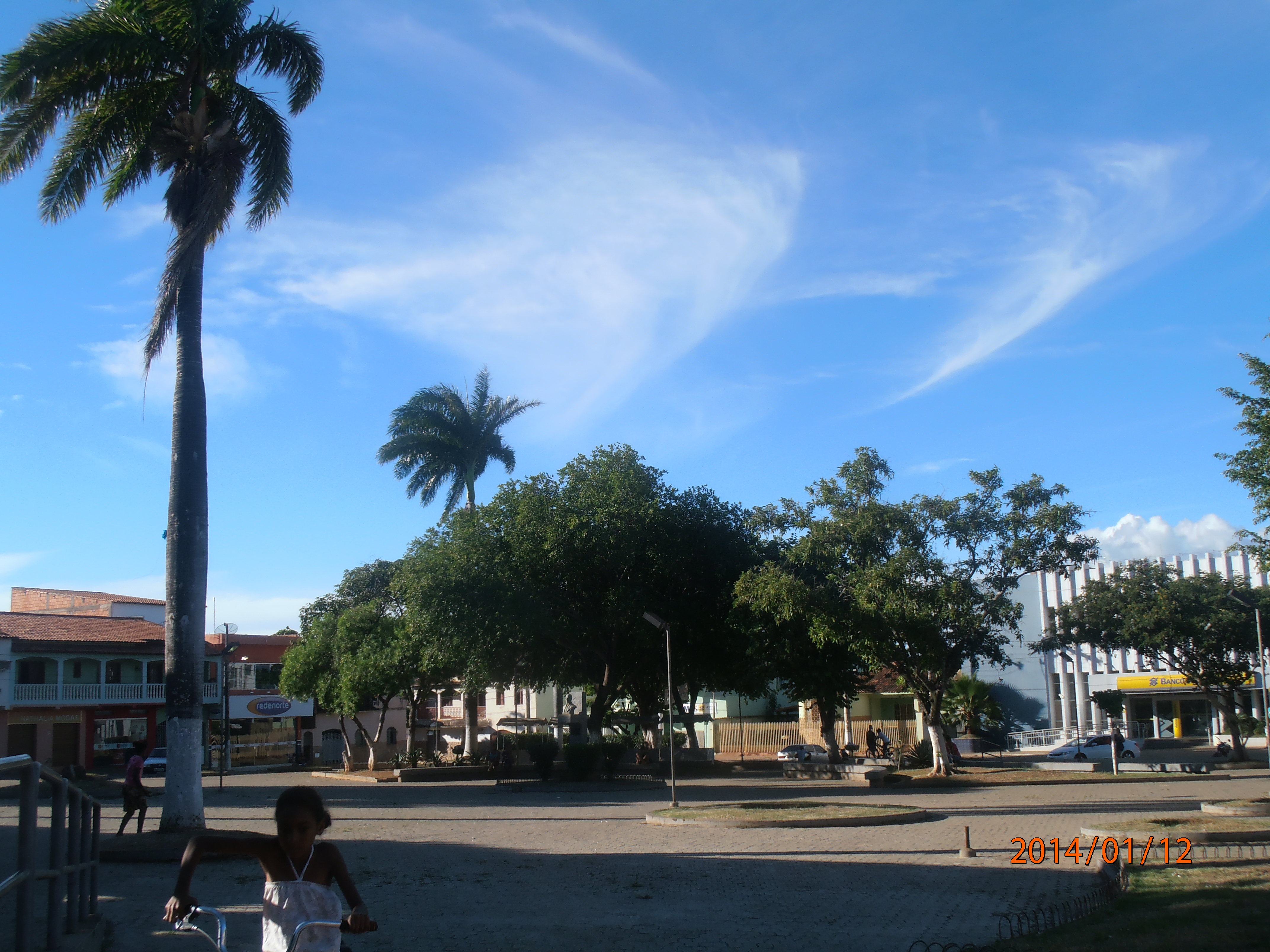
Aspecto da cidade